# Секуєнь
Секуєнь, Секуєні (рум. Săcueni) — місто у повіті Біхор в Румунії. Адміністративно місту підпорядковані такі села (дані про населення за 2002 рік):
- Кадя (1156 осіб)
- Кубулкут (948 осіб)
- Олосіг (548 осіб)
- Синніколау-де-Мунте (907 осіб)
- Чокая (929 осіб)

Місто розташоване на відстані 448 км на північний захід від Бухареста, 33 км на північ від Ораді, 130 км на північний захід від Клуж-Напоки.

## Населення
За даними перепису населення 2002 року у місті проживали 11 665 осіб.
Національний склад населення міста:
| Національність            | Кількість осіб | Відсоток |
| ------------------------- | -------------- | -------- |
| угорці                    | 9010           | 77,2%    |
| цигани                    | 1747           | 15,0%    |
| румуни                    | 891            | 7,6%     |
| італійці                  | 4              | < 0,1%   |
| німці                     | 3              | < 0,1%   |
| словаки                   | 2              | < 0,1%   |
| українці                  | 1              | < 0,1%   |
| росіяни-липовани          | 1              | < 0,1%   |
| євреї                     | 1              | < 0,1%   |
| чанго                     | 1              | < 0,1%   |
| не вказали національність | 3              | < 0,1%   |

Рідною мовою назвали:
| Мова                  | Кількість осіб | Відсоток |
| --------------------- | -------------- | -------- |
| угорська              | 10232          | 87,7%    |
| румунська             | 826            | 7,1%     |
| циганська             | 596            | 5,1%     |
| італійська            | 4              | < 0,1%   |
| німецька              | 3              | < 0,1%   |
| українська            | 1              | < 0,1%   |
| російська             | 1              | < 0,1%   |
| не вказали рідну мову | 2              | < 0,1%   |

Склад населення міста за віросповіданням:
| Релігія                                       | Кількість осіб | Відсоток |
| --------------------------------------------- | -------------- | -------- |
| реформати                                     | 7383           | 63,3%    |
| римо-католики                                 | 2741           | 23,5%    |
| православні                                   | 832            | 7,1%     |
| баптисти                                      | 185            | 1,6%     |
| греко-католики                                | 179            | 1,5%     |
| адвентисти                                    | 82             | 0,7%     |
| п'ятдесятники                                 | 48             | 0,4%     |
| не релігійні                                  | 24             | 0,2%     |
| бретрени                                      | 7              | 0,1%     |
| лютерани (Синодально-пресвітеріанська церква) | 6              | 0,1%     |
| унітарії                                      | 2              | < 0,1%   |
| юдеї                                          | 2              | < 0,1%   |
| лютерани                                      | 1              | < 0,1%   |
| не вказали релігію                            | 13             | 0,1%     |

## Зовнішні посилання
- Дані про місто Секуєнь на сайті Ghidul Primăriilor [Архівовано 2 лютого 2009 у Wayback Machine.]